# Jösta Hagelbäck
Jösta Hagelbäck, ursprungligen Nils Gösta Hagelbäck, född 13 oktober 1945 i Kolsva (Bro-Malma), Västmanland, död 23 oktober 2009 i Köping, Västmanland, var en svensk filmregissör. Han var far till författaren Lina Hagelbäck.

## Biografi
Efter studier vid Dramatiska Institutets filmutbildning väckte Hagelbäcks examensfilm Besöket uppmärksamhet i filmkretsar och han inbjöds till och med till projektdiskussioner i Hollywood. Långfilmsdebuten Kejsaren (1979), efter Birgitta Trotzigs roman Sjukdomen (1972), om lantarbetarmotsättningar mot utländska gästarbetare i Skåne under första halvan av 1900-talet, belönades 1979 med Guldbagge för Bästa skådespelare till Anders Åberg. Filmens fotograf Sten Holmberg erhöll Silverbjörnen vid Filmfestivalen i Berlin för Bästa foto, samtidigt som filmen också nominerades som Bästa film vid samma festival. 
I början av 1980-talet gjorde han tv-serien Furstespegeln, som med sin provokativa form dock väckte sådan anstöt och uppståndelse, att den censurerades av Sveriges Television och 1983 fortsatte han med tv-produktionen Gråtvalsen med en flintskallig Ernst-Hugo Järegård i centrum. Hagelbäck var en komplicerad konstnärspersonlighet och fann inspiration i den tyske filmregissören Werner Herzog, vilket framgick av ett kombinerat intervjuprogram med dem båda av Nils Petter Sundgren. Han eftersträvade ett eget, expressionistiskt filmspråk bortom sedvanliga svenska normer och hade svårt att passa in. Under senare delen av 1980-talet följde han upp den linje han påbörjat med diktsamlingen Substitutstaden (1972), om oron inför en ensidig teknologisk samhällsutveckling. Detta resulterade i en tvåtimmars intervjufilm med professorn i informationsvetenskap Lars Kristiansson 1985 och den konspiratoriska miljöförstöringsthrillern Venus 90 1988.
Utöver film ägnade han sig mycket åt musik, måleri och poesi, med flera diktsamlingar ännu outgivna på grund av praktiska omständigheter.
Fotografen Thomas Ljungqvist gjorde 2005 den prisbelönta dokumentärfilmen Desperadon från Kolsva om Jösta Hagelbäck. "Så vill jag bli ihågkommen", sade Hagelbäck om porträttet.

## Filmografi
Regi
- 1979 – Kejsaren
- 1983 – Gråtvalsen
- 1985 – Illustrerat samtal med professor Lars Kristiansson
- 1988 – Venus 90

Musikkortfilmer
- 1980 – Strix Q
- 1980 – Rock de luxe
- 1980 – Factory

Roller
- 1976 – Långt borta och nära
- 1985 – Skuggan av Henry (TV-serie)
- 1985 – Illustrerat samtal med professor Lars Kristiansson
- 1988 – Venus 90